# Fadogia tetraquetra
Fadogia tetraquetra là một loài thực vật có hoa trong họ Thiến thảo. Loài này được K.Schum. & K.Krause mô tả khoa học đầu tiên năm 1907.